# Cnephaeus
Cnephaeus is een geslacht van vleermuizen uit de familie van de gladneuzen (Vespertilionidae). De wetenschappelijke naam van het geslacht werd in 1829 gepubliceerd door Johann Jakob Kaup.

## Soorten
Er worden 15 soorten in dit geslacht geplaatst:
- Cnephaeus anatolicus (Felten, 1971)
- Cnephaeus bottae (W. C. H. Peters, 1869) – Botta's vleermuis
- Cnephaeus floweri (de Winton, 1901)
- Cnephaeus gobiensis (Bobrinski, 1926)
- Cnephaeus hottentotus (A. Smith, 1833)
- Cnephaeus isabellinus (Temminck, 1840)
- Cnephaeus japonensis (Imaizumi, 1953)
- Cnephaeus kobayashii (Mori, 1928)
- Cnephaeus nilssonii (von Keyserling & J. H. Blasius, 1839) – Noordse vleermuis
- Cnephaeus ognevi (Bobrinski, 1918)
- Cnephaeus pachyomus (Tomes, 1857)
- Cnephaeus pachyotis (Dobson, 1871)
- Cnephaeus platyops (O. Thomas, 1901)
- Cnephaeus serotinus (von Schreber, 1774) – Laatvlieger
- Cnephaeus tatei (Ellerman & Morrison-Scott, 1951)